# Marianne Kaurin

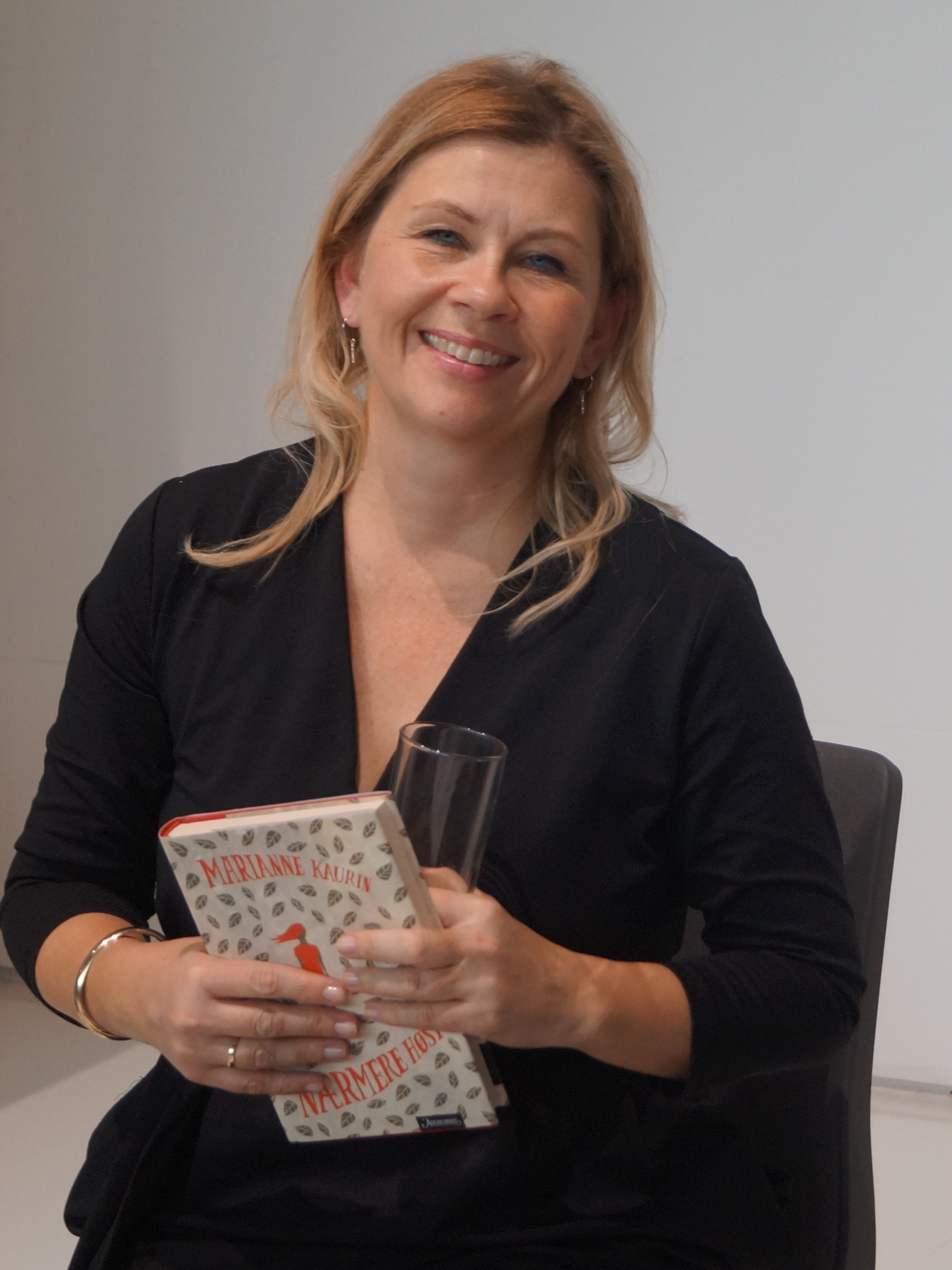
Marianne Kaurin auf der Frankfurter Buchmesse (2019)

Marianne Kaurin (* 18. Mai 1974 in Tønsberg) ist eine norwegische Schriftstellerin. Ihr Roman Irgendwo ist immer Süden wurde 2021 in der Sparte „Kinderbuch“ mit dem Deutschen Jugendliteraturpreis ausgezeichnet.

## Leben
Marianne Kaurin studierte Kreatives Schreiben und Literaturwissenschaften am Norwegischen Institut für Kinderbücher (Norsk barnebokinstitutt). Sie arbeitet als Lektorin für Kinder- und Jugendliteratur. Kaurin ist verheiratet, hat drei Kinder und lebt mit ihrer Familie in Nesodden. 2021 hielt sie unter dem Titel The Magic of a Good Story die Eröffnungsrede der Sektion Internationale Kinder- und Jugendliteratur des Internationalen Literaturfestivals Berlin.

## Literarisches Werk

### Beinahe Herbst
Kaurins Debütroman Nærmere høst erschien 2012 beim norwegischen Verlag Aschehoug. Unter dem Titel Beinahe Herbst wurde das Buch 2019 vom Atrium Verlag  2019 in deutscher Übersetzung veröffentlicht. Beinahe Herbst wurde in drei Sprachen übersetzt. Im Zentrum der Geschichte steht die jüdische Familie Stern im okkupierten Norwegen des Jahres 1942.
Im US-amerikanischen Feuilleton wurde Beinahe Herbst breit rezensiert. Publishers Weekly resümiert, die Autorin „schrecke nicht davor zurück“, das „endgültige Schicksal der Familie Stern“ zu beschreiben. Das Buch biete „einen intimen, eisigen Blick auf die Holocaust-Erfahrungen einer einzelnen Familie.“ Für Kirkus Reviews zeichnet sich Beinahe Herbst durch eine „sparsame, anmutige Sprache“ und eine „von Figur zu Figur wechselnde Erzählperspektive“ aus. Trotz des vielen „Ungesagten“ des Romans sei die Lektüre für den Leser „zermürbend“. Insgesamt fühle sich Beinahe Herbst eher wie ein „Stimmungswerk für Erwachsene“ als ein „Buch für Jugendliche“ an und sei ein „subtiles, schonungsloses Buch“. Elizabeth Bush vom Bulletin of the Center for Children´s Books lobt, Beinahe Herbst zeige die „kühle, distanzierte Erzählweise, die man skandinavischen Romanen oft zuschreibt“. Gleichzeitig mache das „sich beschleunigende Tempo, das mit wechselnden Perspektiven einhergeht, zusammen mit der offensichtlich begrenzten Anzahl möglicher Ausgänge das Leseerlebnis überraschend viszeral.“ Insgesamt sei das Buch „gut durchdacht und überzeugend“. Martha V. Parravano vom Horn Book Magazine verlieh Beinahe Herbst ein Starred Review und stellt fest, das Buch schaffe durch seine Erzählung im Präsens eine enorme „Unmittelbarkeit“, die „an manchen Stellen fast unerträglich wird“. Sie stellt Kaurins „sparsame, spannungsgeladene Prosa“ heraus und resümiert, der Roman „ergründe die Natur von Zufall und Schicksal“ und sei „keine leichte Lektüre“.
Auch im deutschsprachigen Feuilleton wurde das Werk vielfach rezensiert. Im Eselsohr wird gelobt, Beinahe Herbst sei ein „beeindruckendes, mitreißendes, kluges und hoffnungsvolles Buch über eine Zeit unfassbaren Grauens“. Franziska Augstein lobt in der Süddeutschen Zeitung, die Geschichte sei „packend“, eine „bewegend schöne Erzählung“ und das Buch letztlich „viel mehr als ein zeitgeschichtlicher Roman“, der vor allem „Sprachlosigkeit“ thematisiere. Anna Vollmer resümiert in der Frankfurter Allgemeinen Zeitung, Beinahe Herbst beschreibe „mit drastischen Worten, wie die Nazis morden und quälen“ und hätte eine enorme „Wucht“. Der Autorin gelänge es besonders „eindrücklich“ zu zeigen, „was Diktatur und Menschenverachtung bedeuten“. Sabine Mähne von LesArt – Berliner Zentrum für Kinder- und Jugendliteratur lobt „Kaurins filmisches Erzählen“. Das Buch sei „ein literarisch überzeugendes Beispiel“ dafür, „dass der Opfer gedacht wird, um sie vor dem Vergessen zu bewahren“.
Beinahe Herbst wurde in Norwegen 2012 mit dem Preis des Kulturministeriums für Kinder- und Jugendliteratur (Kulturdepartementets priser for barne- og ungdomslitteratur) in der Kategorie des besten literarischen Debüts sowie 2013 mit dem Uprisen-Preis für das beste Jugendbuch des Jahres ausgezeichnet. 2018 wurde das Buch als Honor Book mit dem Sydney Taylor Book Award in der Kategorie für Jugendromane ausgezeichnet. Außerdem wurde es 2020 von LesArt – Berliner Zentrum für Kinder- und Jugendliteratur mit dem Roten Elefanten ausgezeichnet.

### Emil und die Prinzessin aus dem Nachbarhaus
Kaurins zweiter Roman Deres Majestet erschien 2016 beim norwegischen Verlag Aschehoug. Unter dem Titel Emil und die Prinzessin aus dem Nachbarhaus wurde das Buch 2019 vom Magellan-Verlag in deutscher Übersetzung veröffentlicht. Das Buch wurde  in fünf Sprachen übersetzt. Im Zentrum der Geschichte steht das erste Verliebtsein bei Kindern.
Hilde Elisabeth Menzel schrieb in der Süddeutschen Zeitung, der Roman erzähle seine „rührende, kleine Liebesgeschichte“ in einer „klaren Sprache“, die „trotz des Themas nie ins Kitschige abrutsche“. Das Buch sei mit „viel Charme und großem Respekt für ihren kleinen Helden“ erzählt.

### Irgendwo ist immer Süden
Kaurins dritter Roman Syden erschien 2018 beim norwegischen Verlag Aschehoug. Unter dem Titel Irgendwo ist immer Süden publizierte der Atrium-Verlag das Buch 2020 in deutscher Übersetzung. Im Zentrum der Geschichte stehen die Themen Reichtum und Armut,  Freundschaft und Vertrauen.
Elena Geus schrieb in der Frankfurter Allgemeinen Zeitung, die Autorin verstehe es, „auch das Nichtgesagte wirken zu lassen“. Zudem sieht sie inhaltliche Parallelen zu Kaurins Roman Emil und die Prinzessin aus dem Nachbarhaus und stellt fest, dass „jede ihrer Geschichten von Annäherung, einander verlieren und wiederfinden“ auf „eigene Art rührend, und in Sprache, Ton und Gedanken passgenau zum Alter“ sei und jede ihrer „kleinen Liebesgeschichten“ einen „besonderen Charme“ habe. Ines Galling resümiert in der Süddeutschen Zeitung, das Buch sei ein „Roman über Reichtum und Armut und ein Miteinander ohne Augenhöhe“. Die Hauptfigur, die merkt, „wie sehr sie ihre Integrität verrät und sich korrumpieren lässt“ mache aus dem Roman „mehr als ein gesellschaftskritisches Exempel“. Katrin Hörnlein urteilt in der ZEIT, Kaurin gelänge mit dem Roman ein „kleines Kunststück“, denn sie erzählt eine „heitere und sonnige Sommergeschichte, deren Heldin ein Mädchen ist, das ziemlich viel Zeit im Schatten verbringt“. Bei „aller Härte“ sei die Geschichte ein „echtes Kinderabenteuer“, das „niemals moralisch“ werde, was „man gar nicht genug loben“ könne. Für Jury des Deutschen Jugendliteraturpreises besticht der Roman durch die „aktuelle Thematik“, die „leichte Sprache“ und die „treffenden, mit viel Wortwitz angereicherten Dialoge“. Ulrike Kassun von LesArt – Berliner Zentrum für Kinder- und Jugendliteratur ist Irgendwo ist immer Süden ein Roman, der seine Leser „auf eine emotionale Reise durch die Innenwelt ihrer Protagonistin mitnimmt und diese von Gefühlen, Handlungen und Konflikten glaubwürdig unaufgeregt erzählen lässt.“
Irgendwo ist immer Süden wurde im Mai 2020 von der  Deutschen Akademie für Kinder- und Jugendliteratur als Kinderbuch des Monats und im Juli 2020 von der ZEIT und Radio Bremen mit dem Luchs des Monats ausgezeichnet. Im März 2021 nominierte der Arbeitskreis für Jugendliteratur das Buch in der Kategorie Kinderbuch für den Deutschen Jugendliteraturpreis. Außerdem wurde es 2020 von LesArt – Berliner Zentrum für Kinder- und Jugendliteratur mit dem Roten Elefanten ausgezeichnet.

## Auszeichnungen und Nominierungen
- 2012: Preis des norwegischen Kulturministeriums für Kinder- und Jugendliteratur in der Kategorie des besten literarischen Debüts für Beinahe Herbst
- 2013: Uprisen-Preis für das beste norwegische Jugendbuch des Jahres für Beinahe Herbst
- 2017: Starred Review vom Horn Book Magazine für Beinahe Herbst
- 2018: Honor Book des Sydney Taylor Book Awards in der Kategorie für Jugendromane für Beinahe Herbst
- 2019: Aschehougs barnebokpris für Kaurins literarisches Gesamtwerk
- 2020: Kinderbuch des Monats Mai der Deutschen Akademie für Kinder- und Jugendliteratur für Irgendwo ist immer Süden
- 2020: Luchs des Monats Juli der ZEIT und Radio Bremens für Irgendwo ist immer Süden
- 2020: Der Rote Elefant für Beinahe Herbst
- 2020: Der Rote Elefant für Irgendwo ist immer Süden
- 2021: Deutscher Jugendliteraturpreis, Sparte Kinderbuch, für Irgendwo ist immer Süden

## Werke
- Nærmere høst. H. Aschehoug, Oslo 2012, ISBN 978-82-03-25518-2.
  - Beinahe Herbst., übersetzt aus dem Norwegischen von Dagmar Mißfeldt, Atrium Verlag, Imprint Arctis, Zürich 2019, ISBN 978-3-03880-031-6.
- Deres Majestet., mit Illustrationen von lla K. Okstad, H. Aschehoug, Oslo 2016, ISBN 978-82-03-26192-3.
  - Emil und die Prinzessin aus dem Nachbarhaus., übersetzt aus dem Norwegischen von Meike Blatzheim, Magellan, Bamberg 2019, ISBN 978-3-7348-4053-1.
- Syden., H. Aschehoug, Oslo 2018, ISBN 978-82-03-26401-6.
  - Irgendwo ist immer Süden., übersetzt aus dem Norwegischen von Franziska Hüther, Atrium Verlag, Imprint Woow Books, Zürich 2020, ISBN 978-3-96177-050-2.
  - Inken oder Alba, übersetzt aus dem Norwegischen von Franziska Hüther, Woow Books, Zürich 2024, ISBN 978-3-03967-038-3.

## Belege
1. ↑  Almost Autumn Publishers Weekly, 11. Juli 2016, aufgerufen am 22. April 2021.
2. ↑  Almost Autumn Kirkus Reviews, Ausgabe vom 15. Oktober 2016, online gegangenen am 19. September 2016, aufgerufen am 22. April 2021.
3. ↑  Almost Autumn by Marianne Kaurin (review) Bulletin of the Center for Children´s Books, Johns Hopkins University Press, Ausgabe 70, Nummer 4, S. 180, Dezember 2016, aufgerufen am 22. April 2021.
4. ↑  Review of Almost Autumn The Horn Book Magazine, 17. Januar 2017, aufgerufen am 22. April 2021.
5. ↑  Marianne Kaurin – Beinahe Herbst Eselsohr, Ausgabe Dezember 2019, aufgerufen am 22. April 2021.
6. ↑  Widerstand gegen das Verstummen Süddeutsche Zeitung, 30. Dezember 2019, aufgerufen am 22. April 2021.
7. ↑  Wenn man sich vor den Nachbarn fürchten muss Frankfurter Allgemeine Zeitung, 26. Januar 2020, aufgerufen am 22. April 2021.
8. ↑  Marianne Kaurin: Beinahe Herbst Der Rote Elefant 38, 2020, aufgerufen am 22. April 2021.
9. ↑  Nur der Diener Süddeutsche Zeitung, 15. Oktober 2019, aufgerufen am 22. April 2021.
10. ↑  Für einen Kurs im Muttersein Frankfurter Allgemeine Zeitung, 7. März 2020, aufgerufen am 22. April 2021.
11. ↑  Süden im Souterrain Süddeutsche Zeitung, 9. April 2020, aufgerufen am 22. April 2021.
12. ↑  Paradies im Kopf Die Zeit, 1. Juli 2020 (online), 2. Juli 2020, Nr. 28 (print), aufgerufen am 22. April 2021.
13. ↑  Irgendwo ist immer Süden Arbeitskreis für Jugendliteratur, März 2021, aufgerufen am 22. April 2021.
14. ↑  Irgendwo ist immer Süden Der Rote Elefant, 2020, aufgerufen am 22. April 2021.

| Personendaten    | Personendaten                |
| ---------------- | ---------------------------- |
| NAME             | Kaurin, Marianne             |
| KURZBESCHREIBUNG | norwegische Schriftstellerin |
| GEBURTSDATUM     | 18. Mai 1974                 |
| GEBURTSORT       | Tønsberg                     |